# SN 1997ct
SN 1997ct – supernowa typu Ia odkryta 29 czerwca 1997 roku w galaktyce A140726+7026. W momencie odkrycia miała maksymalną jasność 17,00m.